# سریوده
سریوده، روستایی از توابع بخش کجور شهرستان نوشهر در استان مازندران در ایران است.

## جمعیت
این روستا در دهستان توابع کجور قرار دارد و براساس سرشماری مرکز آمار ایران در سال ۱۳۸۵، جمعیت آن ۲۵۵ نفر (۷۱خانوار) بوده است. مردم سریوده از قومیت طبری هستند. مردم سریوده به زبان طبری با گویش کجوری سخن می‌گویند.